# Steve Katz
Steve Katz (ur. 9 maja 1945 w Brooklynie) – amerykański muzyk, kompozytor i producent muzyczny, najbardziej znany jako członek zespołów The Blues Project i Blood, Sweat & Tears.
Dwukrotnie zdobył Nagrodę Grammy, a pięciokrotnie był do niej nominowany.

## Życiorys i kariera muzyczna

### Początki
Katz urodził się 9 maja 1945 roku w Brooklynie, ale dorastał w mieście Schenectady w stanie Nowy Jork. Był jedynym uzdolnionym muzycznie członkiem rodziny. W bardzo młodym wieku zbierał płyty i próbował śpiewać ówczesne przeboje – popularne piosenki z lat 50. Czasami, gdy miał nie więcej niż pięć lub sześć lat, śpiewał na ulicy. Już w wieku kilkunastu lat występował w lokalnym programie telewizyjnym Teenage Barn, wykonując własne wersje przebojów z końca lat 50. Z czasem zaczął interesować się muzyką folkową i bluesem. Gdy miał 15 lat, uczył się gry na gitarze pod kierunkiem Dave’a Van Ronka i Gary’ego Davisa. Zaczął wówczas odwiedzać Greenwich Village. Poznał wówczas Stefana Grossmana (i zaprzyjaźnił się z nim), a za jego pośrednictwem takich muzyków jak: Son House, Skip James i Mississippi John Hurt.

### The Blues Project
W Greenwich Village został członkiem ugrupowania podobnie myślących miłośników folku i bluesa, w skład którego wchodzili: jego przyjaciel, gitarzysta Stefan Grossman, Maria Muldaur, David Grisman i John Sebastian. Wymienieni artyści jako Even Dozen Jugband nagrali w 1964 roku album dla Elektra Records. Tuż potem, po przesłuchaniu, Katz został członkiem założonego przez gitarzystę Danny’ego Kalba zespołu Danny Kalb Quartet, który po dokooptowaniu Ala Koopera przekształcił się w The Blues Project. Skład zespołu uzupełniali: basista Andy Kulberg i perkusista Roy Blumenfeld.  The Blues Project był czasami żartobliwie nazywany Jews Project, ponieważ czterej jego członkowie: Kalb, Kooper, Katz i Blumenfeld byli Amerykanami żydowskiego pochodzenia. Zespół dzięki uznanym przez krytyków płytom oraz występom na żywo przyczynił się do spopularyzowania brzmienia miejskiego bluesa lat 60., którego przykładem stały się takie utwory jak: „Two Trains Running”, „I Can't Keep From Cryin' Sometimes”, „Flute Thing” i „Violets Of Dawn”. W okresie działalności w The Blues Project  Katz napisał swoją pierwszą piosenkę, „Steve's Song”. Zespół jednak rozpadł się po zaledwie dwóch latach, wiosną 1967 roku.

### Blood, Sweat and Tears
Jeszcze w tym samym roku Kooper i Katz założyli nowy zespół, Blood, Sweat & Tears, który zadebiutował albumem Child Is Father to the Man; Katz grał tam na gitarze, a także zaśpiewał w kilku utworach. Wkrótce po wydaniu albumu z zespołu odszedł Kooper. w wyniku zmian w składzie zespół nabrał bardziej komercyjnego charakteru. Katz brał udział w realizacji kolejnych albumów, ale po nagraniu New Blood odszedł. Powodem była presja ze strony biznesu muzycznego, ale nie odpowiadał mu też jazzowy kierunek, w którym podążał zespół. W międzyczasie współpracował z Kooperem jako harmonijkarz przy realizacji debiutanckiego albumu zespołu Lynyrd Skynyrd.

### Kariera solowa
Katz jeszcze w tym samym roku, w którym odszedł z Blood, Sweat & Tears, zaprzyjaźnił się z Lou Reedem. Wyprodukował jego albumy Rock ’n’ Roll Animal, Sally Can’t Dance i Lou Reed Live. Dołączył również do studyjnego zespołu American Flyer, założonego przez byłego perkusistę The Velvet Underground Douga Yule’a. Pierwszy z dwóch albumów zespołu wyprodukował George Martin, były producent albumów The Beatles. W wywiadzie udzielonym Klemenowi Breznikarowi z It's Psychedelic Baby! Magazine stwierdził, iż wiele się nauczył pracując z Martinem, zwłaszcza jeśli chodzi potraktowanie sekcji rytmicznej, aranżacje na orkiestrę i wokale w tle.
W 1977 roku został szefem A&R w biurze Mercury Records East Coast pracując na tym stanowisku trzy lata. W tym samym czasie yprodukował trzy albumy irlandzkiego zespołu Horslips: The Man Who Built America (1978), Short Stories / Tall Tales (1979) i The Belfast Gigs (1980). Kontakt z zespołem sprawił, że bliżej zainteresował się Irlandią i jej kulturą muzyczną.
W 1987 roku został dyrektorem zarządzającym w Green Linnet Records, czołowej wytwórni wydającej tradycyjną muzykę irlandzką w Ameryce. W Green Linnet pracował przez pięć lat. W tym czasie poślubił Alison Palmer, artystkę tworzącą rzeźby ceramiczne.
W 2015 roku Katz opublikował wspomnieniową książkę Blood, Sweat, and My Rock ’n’ Roll Years: Is Steve Katz a Rock Star?. Jak wyjaśnił w wywiadzie dla Atlanta Jewish Times, okazją do napisania książki była 70. rocznica urodzin, przykład wielu kolegów po fachu, którzy piszą książki o swoich latach 60. w rocku, a także zachęta ze strony przyjaciół i krewnych.
1 maja 2019 roku Katz wydał własnym sumptem swój pierwszy solowy album, The Juggle. Pięć utworów, które złożyły się na album, Katz nagrał wspólnie z przyjaciółmi w studiu na żywo w wersji akustycznej, a w kolejnych tygodniach dodał następne. Wśród utworów znalazła się piosenka „Sweet Jane” Lou Reeda, wykonana w Toronto w 1974 roku, w której Katz śpiewał, a Reed grał na gitarze akustycznej.

## Nagrody i wyróżnienia
- Nagroda Grammy – 2 zdobyte, 5 nominacji[13].